# Nebiogaste
Nebiogaste (latino: Nebiogastes; greco: Νεοβιγάστης o Νεβιγάστιος; ... – 407) fu un generale dell'usurpatore romano Costantino III.
Nel 407 Costantino III fu proclamato imperatore dalla truppe romane di stanza in Britannia, contro il legittimo imperatore Onorio; l'usurpatore elevò al rango di magistri militum, con il comando delle truppe galliche, Giustiniano e il franco Nebiogaste. Forse uno dei due era semplicemente un magister equitum e l'altro un magister peditum.
Costantino attraversò la Manica e invase il continente; Nebiogaste fu convinto ad incontrare un generale di Onorio, Saro, ma fu tradito e ucciso.